# Nivolumab
Nivolumab (Opdivo) es un medicamento que se emplea en el tratamiento de varios tipos de cáncer. Pertenece al grupo de los anticuerpos monoclonales.  Se  une al  receptor de muerte programada 1 (PD-1) de los linfocitos T.

## Indicaciones
- Tratamiento en monoterapia de cáncer de pulmón no microcítico de histología no escamosa, localmente avanzado o metastásico después de quimioterapia previa.
- Tratamiento del carcinoma renal avanzado después de tratamiento previo.
- En combinación con ipilimumab para el tratamiento de melanomas en fase avanzada que no se pueden intervenir quirúrgicamente.[2][3][4]
- En el tratamiento, tanto en monoterapia como en combinación con cabozantinib, en el carcinoma renal de células claras metastasico
- En monoterapia, en segunda línea de tratamiento del hepatocarcinoma no tributario a terapias locales.
- En combinación con quimioterapia, en primera línea de tratamiento del cáncer gástrico avanzado.

## Mecanismo de acción
Bloquea la acción de la proteína PD-1. En condiciones normales, esta proteína impide que los linfocitos T ataquen los tejidos inflamados y las células cancerosas. Al inhibir la proteína PD-1, facilita que los linfocitos T puedan atacar y destruir las células malignas. La proteína PD-1 es un receptor que pertenecen a la familia de proteínas de control inmune y su función es modular la respuesta de los linfocitos T y evitar una respuesta autoinmune excesiva.

## Efectos secundarios
Se han detectado efectos secundarios graves sobre distintos órganos por alteración de la respuesta inmune, entre ellos neumonitis inmuno‑relacionada, colitis inmuno‑relacionada, hepatitis inmuno‑relacionada, nefritis inmuno‑relacionada y endocrinopatías inmuno‑relacionadas, por ejemplo hipofisitis y afectación del tiroides y la glándula suprarrenal.